# 无线移动硬盘
无线移动硬盘是指通过无线或Wi-Fi技术连接存储介质进行读写数据的存储硬盘。顾名思义，与传统硬盘、U盘等不同的是，在数据读写过程中此类产品不需要任何数据线，即可快速方便的进行数据转移和读写。

## 硬件构成
无线移动硬盘通常内置有硬盘，电池和无线蓝牙模块，通过内置电池供电，无线蓝牙模块会产生一个小功率（2W左右）的WiFi局域网，无线终端设备通过WiFi与硬盘连接，进行数据的有效读写，彻底抛弃传统的数据线传输模式。

## 主要用途
通过无线移动硬盘，用户能经济的扩容自己的移动设备存储容量（手机、平板电脑灯），也可以和朋友同事或在家庭方便快捷的实现数据共享，随着蓝牙无线技术的发展，在解决了功率和速度的技术性问题以后，未来的数据存储产品主流将会是无线存储。　

## 使用方法
访问无线移动硬盘需要安装专门的软件，苹果公司的移动设备可以通过APP，也可以设置局域网后直接用网页来访问。凡是终端设备支持的文件格式，用户都能方便的访问。不过局限于WiFi局域网的功率以及电池容量，墙体穿透能力和续航能力（3-8个小时）还需要进一步提高。